# リッチ・スワン
リッチ・スワン（Rich Swann、1991年2月15日 - ）はアメリカ合衆国のプロレスラー。メリーランド州ボルチモア出身。

## 来歴

### デビュー
2005年、14歳の時にペンシルベニア州ヨークで、アダム･フラッシュ、ダレン・ウェース、レイ・アレキサンダーの元でトレーニングを積む。2008年にデビューし、リッチ・マネー（Rich Money）やエル・ネグロ・ミステリオ（El Negro Mysterio）のリングネームで活動を開始する。

### CZW
2009年にスワンはコンバットゾーン・レスリングのトレーニング・スクールに入り、DJハイド、ドリュー・グラック、ラッカス、サビアンの元でトレーニングを積み、5月にサビアンを相手にダーク・マッチするが負けている。スワンはクリス・ヘイローを相手にメインに出場し、勝利している。
2010年1月にスワンとライアン・マクブライドはアイリッシュ・ドライブバイ（Irish Driveby）というタッグを組み、スパニッシュ・アルマダ（アレックス・コロンとLJクルスのタッグ）、2月にはスイッチブレード・コンスピラシー（ジョー・ガーシーとサミ・キャリハンのタッグ）を破っている。勢いをつけ、CZW世界タッグチーム王座へ挑戦できる権利をもらい、3月に挑戦するが獲得には至ってない。その後は勢いを落とすことなく、ノトリオウス・インク（ディーボン・モオレとドリュー・ブラッドのタッグ）、ガーデン・ステイツ・ゴッズ（コービス・フィアーとマイキ・クエストのタッグ）、チーム・マックション（カービー・マックとT.J.マックのタッグ）に勝利している。
8月にドリュー・グラックのCZWワイルドTV王座に挑戦している。9月にマクブライドとCZW世界タッグ王座へ挑戦できるトーナメントに参加するも準決勝のフィリーズ・モスト・ウォンテッド（セイビンとジョーカーのタッグ）に敗れてしまっている。その後しばらく活動した後一時離脱、離脱を経て11月に復帰。
翌年1月にサミ・キャリハンの持つCZW世界ジュニアヘビー級王座に挑戦するが、獲得できなかった。2012年入ると日本での活動が増えたために、CZWでの活動が減るようになってしまったが、8月に復帰し、新人のシェーン・ストリッランドとの復帰試合で負け、抗争を開始している。11月に昼と夜に興行がある日に、昼の部ではMASADAの持つCZW世界ヘビー級王座に始めて挑戦し、夜の部ではCZWワイルドTV王座へ挑戦するも、いずれも王座を獲得には至らなかった。12月の Cage of Death XIVでスワンが勝利している。

### DRAGON GATE
2010年7月にドラゴンゲートUSAのPPVであるEnter the Dragon 2010に出場し、スコット・リードを破っている。9月にはEvolveに登場もしている。その後はチャック・テイラー、ブロディ・リー、ホミサイド、オースチン・エイリースと対戦している。その後スワンはチャック・テイラー、ジョニー・ガルガノとロニン（Ronin）というヒールユニットを形成した。しばらくはヒールとして活動していたがCIMA率いるBlood Warriorsと抗争を開始し、同時にベビーターンする。
3月にスワン含めてロニンはドラゴンゲートのツアーに参加するようになる。ツアー中はBlood Warriorsとの試合を主にこなしていた。4月にUSAのPPVであるOpen the Ultimate Gate 2011でエイリースろ和解し、ロニンに合流するかと思いきや、エイリースはヒールターンしBlood Warriorsに加入する。6月のFearless 2011でCIMAと対戦するがエイリースの妨害にあい敗北、2日後のEnter the Dragonではガルガノ、吉野正人とタッグを組み、CIMA、エイリース、ブロディ・リーと対戦している。
2011年6月にツアーに再び参加し、Blood Warriorsと抗争しているJUNCTION THREEに加入する。7月に谷嵜なおきの持つBloodWARRIORS認定ブレイブゲートに挑戦するも敗北してしまう。2011 Summer Adventure Tag LeagueではGammaと組み出場している。ツアー中にコメディ戦線にも加入し、リッチ・市川やスワン・ハンセンを名乗り、11月にはオープン・ザ・お笑いゲートを獲得している。11月中旬にUSAのイベントのためにアメリカへ帰国、このイベント中にロニンに軋轢が生まれる。13日のFreedom Fight 2011ではチャック・テイラーとのタッグマッチながらも、戸澤アキラ（パートナーはBxBハルク）からフォールを奪う大金星を挙げた。
再び日本のドラゴンゲートのツアーに参加するために来日。ツアー最終日にはドラゴン・キッドとGammaとのタッグでKzy、土井成樹、谷嵜なおきの持つオープン・ザ・トライアングルゲート王座に挑戦している。試合後に戸澤アキラに襲撃されてお笑いゲートのベルトを奪われてしまう（結局返されることなく、返上という形になった）。
スワンは2012年1月に登場、Blood WarriorsとJUNCTION THREEの敗者解散マッチにJUNCTION THREE側で参加している（結果はJUNCTION THREEの解散）。翌月にWORLD-1 INTERNATIONALに加入。3月には一時的に帰国してドラゴンゲートUSAとCZWの合同イベントに参加、合同イベントの翌週にはUSAのOpen the Ultimate Gate 2012に出場する。
また、このイベントの日にチャック・テイラーがカルガノを攻撃し、ロニンは解散となる。3月末にMercury Rising 2012の6wayマッチに出場している。4月にドラゴンゲートのツアーに参加するために来日、スワン・ハンセンとして登場。PPVのEnter the Dragon 2012にWORLD-1 INTERNATIONALのリコシェと共にARフォックスとCIMAの持つオープン・ザ・ユナイテッドゲート王座に挑戦するも負けている。11月のチャック・テイラーの2連戦を1勝1敗で終えている。

### インディー団体
2009年11月にホームタウンのメリーランド・チャンピオンシップ・レスリング（Maryland Championship Wrestling）に参戦し、アダム・カレル（後のアダム・コール）が持つMCWレイジ・テレビジョン王座に挑戦するも負けている。同じく11月にジャージー・オール・プロレスリング（Jersey All Pro Wrestling）に参戦し、トレーナーであるDJハイドと対戦するが善戦虚しく負けている。2010年の3月に再び参戦しバンディード.Jrの持つJAPWライトヘビー級王座に5way形式で挑戦するが獲得はできなかった。
2010年1月にスワンはリンス・ドラドを破り、プロレス初のタイトルであるRCWクルーザ級王座を獲得。1度はスカルを相手に防衛するが、6月にスティーブ・ディアス、スカルの3wayラダー・マッチでディアスに負けタイトルを失っている。4月にチカラに参戦、Rey de Voladoresのオープニングマッチである4wayに参加し勝利している。11年2月に再び参戦、チカラ・ヤングライオン・カップを持つファイトメアに挑戦した。11月にドイツの団体であるウェストサイド・エクストリーム・レスリング（Westside Xtreme Wrestling）に参戦、ベルント・フォール、グレッグ・エクセレント、ザック・セイバーJr.と組んで8人タッグに出場し、勝利している。
2012年10月にプロレスリング・ゲリラ（Pro Wrestling Guerrilla ）に参戦してロデリック・ストロングと対戦しているが負けている。12月に再び参戦したが、エル・ジェネリコに負けている。12月にはメキシコの団体であるディザスター・トータル・ウルトラバイオレット（Desastre Total Ultraviolento）に登場し、AAA世界クルーザー級王座に挑戦するも獲得できなかった。

### WWE

#### NXT
2015年9月1日、WWEと契約を交わして入団する事が発表された。10月28日、公式に入団する事が決定し、育成施設であるWWEパフォーマンスセンターでトレーニングを開始。同月30日、傘下団体であるNXTのNXT Liveにてハロウィンコスチューム・バトルロイヤルにてデビューを飾った。11月20日、リディック・モスと対戦するが敗戦。12月3日、アレクサンダー・ウルフと対戦して勝利。
2016年1月9日、NXT Liveにてクリス・ジラードと対戦。最後にホッピング450°を決めて勝利。同月20日、NXTにて初登場を果たす。バロン・コービンと対戦。序盤より攻められるがスワンケーン・ラナで攻勢を逆転するとドロップキックの連発からスピニング・スーパーキックを決めてフォールするが3カウントを奪えず、最後はディープシックスを決められ敗戦。

#### WWE
2016年11月29日、WWE・205 LiveでWWEクルーザー級王者のブライアン・ケンドリックと王座戦を行い、スピンキックを決めて勝利。ベルトを奪取した。
2017年12月、妻であり、シュー・ヤンのリングネームで活動する女子プロレスラーのヴァナラ・リッグスに対して夫婦喧嘩の末に暴行及び監禁の罪を犯したとして逮捕され、WWEから無期限の謹慎処分を受けた。
2018年2月15日、WWEから解雇になった。

### インパクト・レスリング
2018年6月よりインパクト・レスリングに参戦。2019年1月6日、ブライアン・ケイジの返上したインパクトX-Division王座を巡って、トレイ・ミゲル、ジェイク・クリスト、イーサン・ペイジとのアルティメットX戦を制して戴冠を果たした。

## 得意技

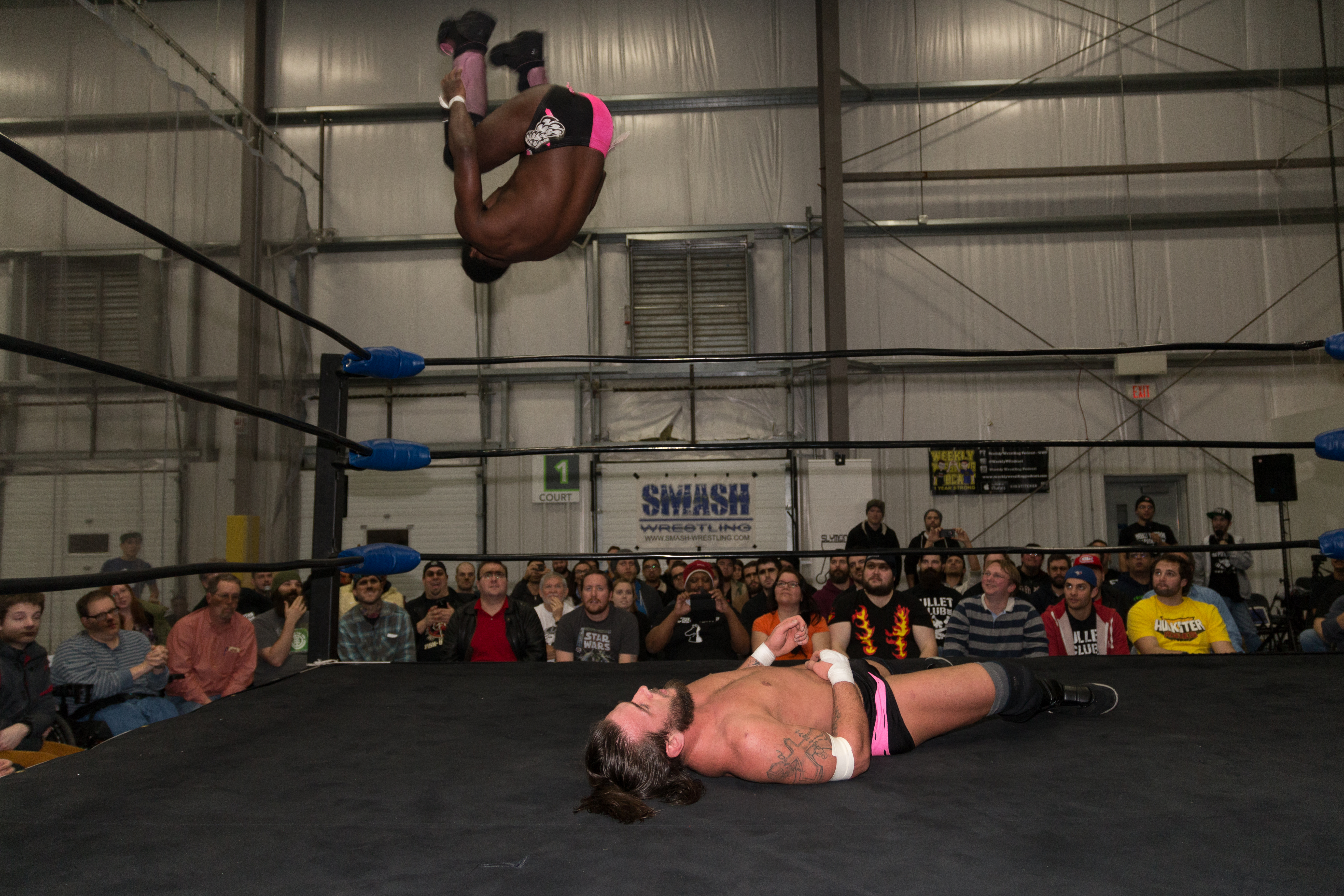
450°スプラッシュ

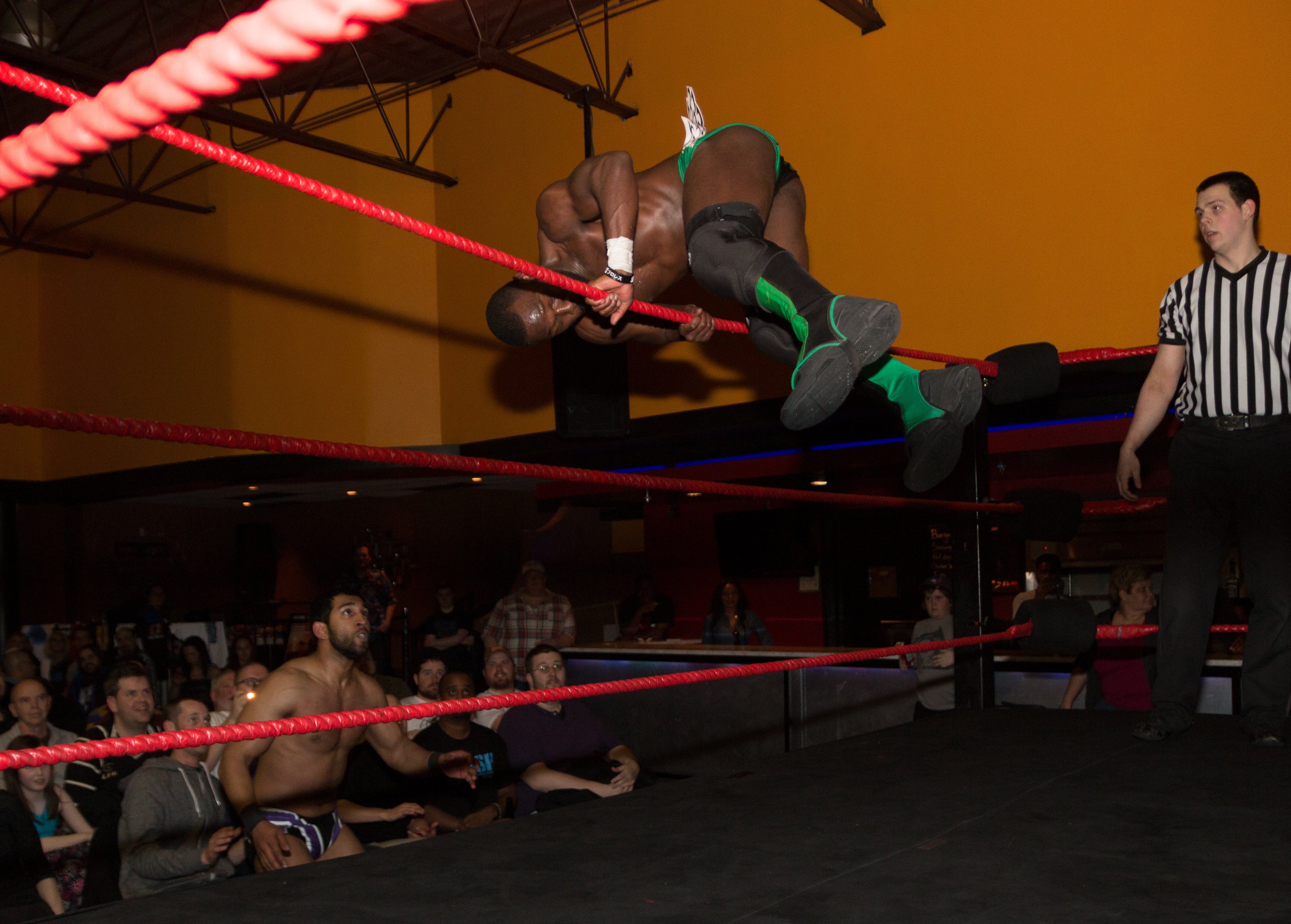
プランチャー

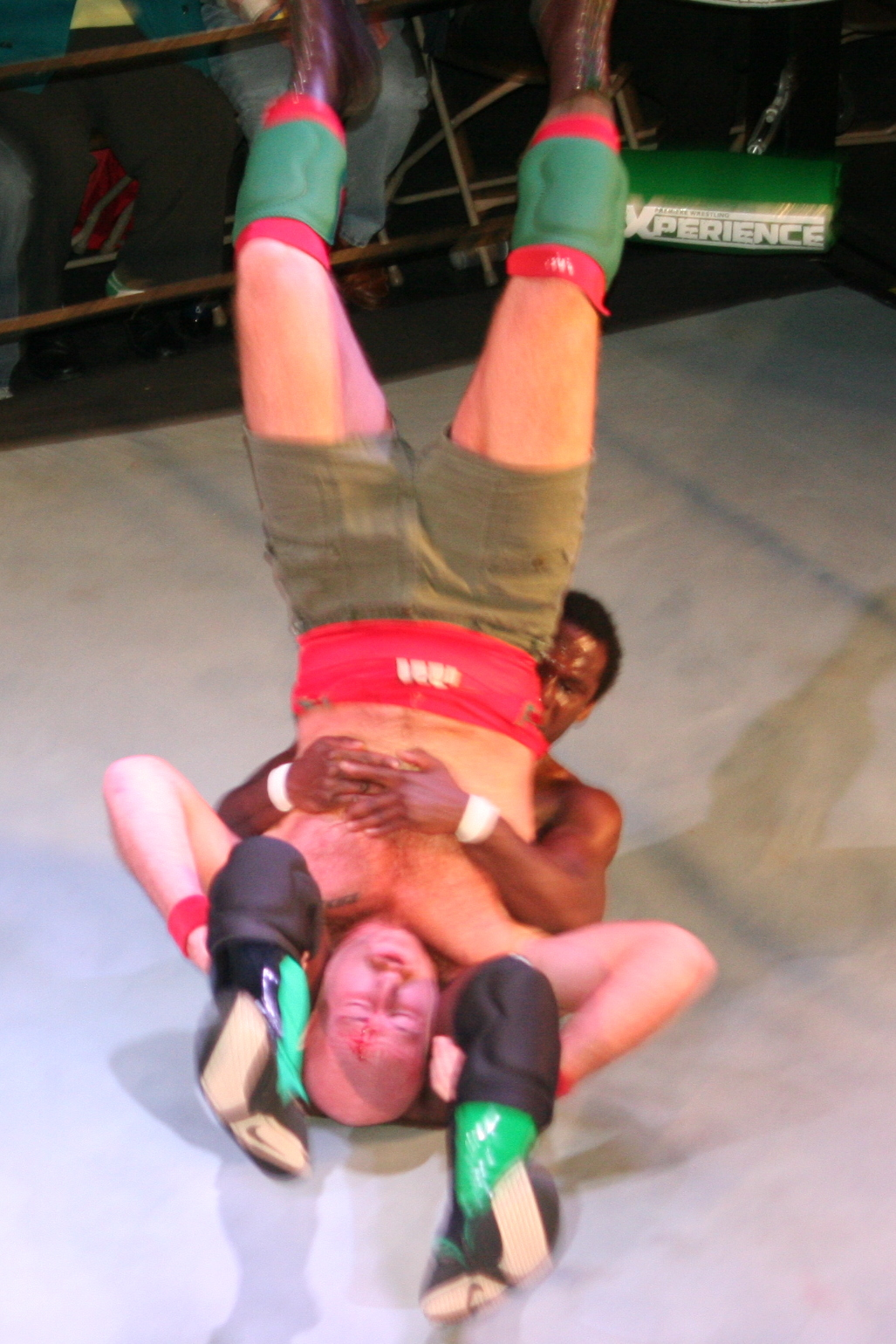
パイルドライバー

### フィニッシュ・ホールド
ハンドスプリング式ダイヤモンド・カッター
ロープへと走り込みロープ際で倒立し、その反動を利用して相手の首に飛びつきながら相手の顔面をマットに叩きつける。
リッチ・キック(トルネード・スピンキック)
半回転して相手の延髄、または顎関節を蹴る。
ファイアーバード・スプラッシュ
フェニックス・スプラッシュ
スタンディング450°スプラッシュ
リープ・フロム・スワン・ポンド
ロープの反動をつけた前転からのフロッグ・スプラッシュ。ロブ・ヴァン・ダムのローリングサンダーからのフロッグ・スプラッシュ、ローリングサンダー式フロッグ・スプラッシュ。
ファイブスター・スワン・スプラッシュ
スタンディング・シューティング・スワン・プレス
その場飛びフェニックス・スプラッシュ
滅多に使用しない大技。スタンディング450°と同じように数回飛び跳ねてから仕掛ける。

### 投げ技
スープレックス
スーパープレックス
DDT
パイルドライバー
チキン・フライド・ドライバー
旋回式スタイナー・スクリュー・ドライバー

### 打撃技
エルボー
エルボー・スタンプ
バックエルボー
バックハンド・チョップ
ナック・パンチ
ドロップキック
スーパーキック
各種蹴り技
ローキック、ミドルキック、ハイキック、ローリングソバット
延髄斬り

### 飛び技
バックフリップ・ニッカ・キック
スワンケーン・ラナ
スタンディング・トップロープ・ハリケーン・ラナ

## 獲得タイトル
WWE
- WWEクルーザー級王座 : 1回

インパクト・レスリング
- インパクト世界王座 ： 1回
- TNA世界ヘビー級王座 : 1回
- インパクトXディヴィジョン王座 : 1回
- インパクト・デジタル・メディア王座 : 1回

DRAGON GATE
- 第40代オープン・ザ・トライアングルゲート王座

w / 土井成樹 & しゃちほこBOY
- 第16代オープン・ザ・お笑いゲート王座：1回

RCW（Real Championship Wrestling)
- RCWクルーザー級王座 ：1回

## エピソード
- 非常に多芸であり、ギターを弾いて入場したり、Gammaと日本語でデュエットしたり、コメディアンのギャグを行ったり出来る。試合以外でもチケット予約会場でダンスを踊ったりする姿を見ることができる。
- 場合によってはストーカー市川のコスプレをして登場することがある。